# Elliott Ward
Elliott Leslie Ward (Harrow, 19 gennaio 1985) è un ex calciatore inglese, di ruolo difensore.

## Carriera
Nato nel quartiere londinese di Harrow, cresce calcisticamente nel West Ham Utd con cui debutta in prima squadra nel 2004. In seguito passa in prestito prima al Bristol Rovers e poi al Plymouth.
Nel 2006 viene ceduto per un milione di sterline al Coventry City dove gioca da titolare per tre stagioni fino al 2009 quando viene ceduto in prestito prima al Doncaster e poi nel mercato invernale al Preston N.E.
Nell'estate 2010 si trasferisce a titolo definitivo al Norwich City dove gioca con continuità giungendo secondo in Championship e salendo così in Premier League.
Il 18 giugno, si trasferisce ufficialmente al Bournemouth.

## Palmarès

### Club

#### Competizioni nazionali
- Football League Championship: 1

Bournemouth: 2014-2015